# Beth Elliott
Beth Elliott (Vallejo, 26 de novembro de 1950) é uma cantora folk, ativista e escritora translésbica norte-americana. No início da década de 1970, Elliot se envolveu com a organização Daughters of Bilitis e a Conferência Lésbica da Costa Oeste, na Califórnia. Ela se tornou o centro de uma controvérsia quando uma minoria de participantes da Conferência de 1973, incluindo uma palestrante principal, pediu sua remoção por causa de sua condição trans.

## Primeiros anos
Elliott nasceu em 26 de novembro de 1950 em Vallejo, na Califórnia. Ela foi criada como católica e tem ascendência italiana, irlandesa e huguenote francesa. Elliott afirmou que começou a ter sentimentos de disforia de gênero quando criança e iniciou a transição no final da adolescência.

## Vice-presidente da Daughters of Bilitis
Elliot ocupou o cargo como vice-presidente do capítulo de São Francisco do grupo político lésbico Daughters of Bilitis de 1971 a 1972, na qual atuou como editora do boletim informativo do capítulo, Sisters. Quando ela se juntou pela primeira vez em 1971, seu direito de se juntar foi acaloradamente debatido por causa de seu sexo. A organização foi dividida e acabou votando 35 a 29 contra a inclusão de mulheres trans no capítulo de São Francisco do DOB; Quando a votação foi anunciada, a equipe editorial do Sisters deixou a organização em solidariedade a Elliott. Sua amiga de faculdade e membro do separatista lésbico Gutter Dykes Collective a acusou publicamente de assediá-la sexualmente anos antes, o que Elliott negou, alegando que ela havia feito falsas acusações para salvar a face com seu grupo quando foi revelado que elas eram conhecidas.

## Conferência Lésbica da Costa Oeste
Beth Elliott continuou seu envolvimento no movimento das mulheres e ajudou a criar a Conferência Lésbica da Costa Oeste, que ocorreu em abril de 1973. Ela estava no comitê organizador e foi convidada a se apresentar como cantora no programa de entretenimento da conferência. No entanto, na primeira noite em que subiu ao palco, ela encontrou considerável oposição. O grupo separatista lésbico, The Gutter Dykes, havia distribuído panfletos em protesto contra a presença de Elliott, alegando que ela era um homem, e se aproximou do palco com hostilidade. Outros artistas, Jeanne Cordova, Robin Tyler e Patty Harrison, declararam que responderam defendendo Elliott e estabeleceram a necessidade de uma votação sobre se a apresentação de Elliott deveria continuar. Demorou mais de uma hora para contar os cerca de 1 300 participantes e resultou em dois terços a favor da apresentação de Elliott. Alguns relatos indicam 3–1 a favor de Elliott, enquanto outros indicam uma maioria simples. Elliott fez uma breve apresentação e saiu da conferência. No dia seguinte, a palestrante principal Robin Morgan fez seu discurso, que ela havia alterado após os eventos da noite anterior. No discurso, intitulado "Lesbianismo e Feminismo: Sinônimos ou Contradições?" Morgan se referiu a Elliott como um "travesti masculino penetrante" e, usando pronomes masculinos, a acusou de "oportunista, infiltradora e destruidora - com a mentalidade de um estuprador".

## Pós-conferência
O incidente na Conferência Lésbica da Costa Oeste, o maior encontro lésbico já visto, deixou uma impressão duradoura. Elliott não só ficou emocional e socialmente marcada, como as palavras que a difamavam circularam entre as redes lésbicas de base e deram início ao tropo da "estupradora transexual". O evento foi a primeira vez que muitas feministas se depararam com a questão da inclusão de mulheres trans no movimento. Elliott foi deixada ao ostracismo por grande parte da comunidade feminina e lésbica devido à controversa divisão que surgiu entre as feministas, incluindo o seu descarrilamento da sua carreira na cena musical feminina.

## Carreira e vida pessoal
Beth Elliott publica desde meados da década de 1970 sobre bissexualidade, feminismo, o movimento da AIDS, positividade sexual e transgenerismo. Além disso, Elliott é autora de vários livros publicados pela ENC Press. Seu livro de memórias de 1996, Mirrors: Portrait of a Lesbian Transsexual, foi descrito como um "clássico na história literária lésbica feminista e transgênero/transexual" pelo Bay Area Reporter. Ela reprisou o livro em 2011, adicionando uma nova introdução e posfácio, bem como um capítulo relatando sua experiência na West Coast Lesbian Conference. Ela também é autora do romance de ficção científica, Don't Call it “Virtual”, publicado em 2003.
Ela se envolveu em trabalhos políticos em apoio aos direitos dos homossexuais e foi cofundadora do Alice B. Toklas LGBT Club. Ela foi eleita membro do conselho do Comitê da Califórnia para a Reforma da Lei Sexual que, em 1975, apoiou Willie Brown na aprovação de uma legislação que revogava as leis anti-sodomia gay na Califórnia.
Ela é uma musicista folk desde o final da década de 1960 e atuou na cena musical hippie de Haight-Ashbury na década de 1970. Seu último trabalho é o álbum intitulado "Buried Treasure", lançado de forma independente em 2005.